# سارة لافي
سارة لافي هي ممثلة كندية، ولدت في 10 سبتمبر 1986 في تورونتو في كندا.

## وصلات خارجية
- سارة لافي على موقع IMDb (الإنجليزية)
- سارة لافي على موقع قاعدة بيانات الفيلم (الإنجليزية)